# 5123 Cynus
Az 5123 Cynus (ideiglenes jelöléssel (5123) 1989 BL) egy kisbolygó a Naprendszerben. Oshima, Y. fedezte fel 1989. január 28-án.